# Роз'їзд 87 Алтикудик
Роз'їзд 87 Алтикуду́к (каз. рзд.87 Алтықұдық) — станційне селище у складі Аральського району Кизилординської області Казахстану. Входить до складу Сапацького сільського округу.
У радянські часи селище називалось Алти-Кудук.
Населення — 57 осіб (2021; 55 у 2009, 37 у 1999).